# Lussac (Charente)
Lussac település Franciaországban, Charente megyében. Lakosainak száma 293 fő (2022. január 1.). Lussac Cellefrouin, Chasseneuil-sur-Bonnieure, Nieuil, Saint-Claud és Suaux községekkel határos.

## Népesség
A település népességének változása:
| Lakosok száma | 230  | 273  | 295  | 281  | 290  | 292  | 290  | 294  | 294  | 293  |
|               | 1968 | 1982 | 1990 | 2006 | 2013 | 2015 | 2017 | 2019 | 2020 | 2022 |